# لاري ليفين
لاري ليفين (بالإنجليزية: Larry Levine)‏ هو مهندس الصوت وملحن ومهندس ومنتج أسطوانات أمريكي، ولد في 8 مايو 1928 في نيويورك في الولايات المتحدة، وتوفي في 8 مايو 2008 في لوس أنجلوس في الولايات المتحدة بسبب نفاخ رئوي.

## وصلات خارجية
- لاري ليفين على موقع IMDb (الإنجليزية)
- لاري ليفين على موقع الموسوعة البريطانية (الإنجليزية)
- لاري ليفين على موقع ميوزك برينز (الإنجليزية)
- لاري ليفين على موقع أول ميوزيك (الإنجليزية)
- لاري ليفين على موقع ديسكوغز (الإنجليزية)
- لاري ليفين على موقع قاعدة بيانات الفيلم (الإنجليزية)